# Diogo Queirós
Diogo Lucas Queirós (Matosinhos, 5 de enero de 1999), conocido como Diogo Queirós, es un futbolista portugués que juega de defensa o centrocampista en el Al-Jabalain Club de la Primera División Saudí.

## Trayectoria
A los 11 años se unió a las categorías inferiores del F. C. Porto procedente del Leixões S. C. Debutó como profesional en 2017 con el equipo filial y, sin llegar a debutar con el primer equipo, el 27 de agosto de 2019 fue cedido una temporada al Royal Excel Mouscron.
En octubre de 2020 se marchó al F. C. Famalicão con el que firmó hasta 2023. El 31 de agosto de 2021, tras una temporada, abandonó temporalmente el club para jugar cedido en el Real Valladolid C. F. En Pucela estuvo hasta el 30 de enero de 2022, momento en el que se dio por finalizada la cesión después de haber jugado ocho encuentros en el primer tramo de la campaña, cinco de liga y tres de copa.
Su regreso a Portugal estuvo marcado por lesiones de larga duración. Una vez finalizó su contrato fichó por el F. C. Farul Constanța donde iba a tener la oportunidad de jugar la Liga de Campeones de la UEFA. En su primera temporada en este equipo, en la que disputó 27 partidos de la Liga I, llegó a portar el brazalete de capitán. En agosto de 2024 se marchó a Francia tras firmar por dos años con el U. S. L. Dunkerque. Al inicio del segundo, y después de participar en 23 encuentros, fue traspasado al Al-Jabalain Club.

## Selección nacional
Fue internacional con Portugal en categorías inferiores, con las que ganó el Europeo sub-17 de 2016 y el Europeo sub-19 de 2018.

### Participaciones en Copas del Mundo
| Mundial                  | Sede    | Resultado      | Partidos | Goles |
| ------------------------ | ------- | -------------- | -------- | ----- |
| Copa Mundial sub-20 2019 | Polonia | Fase de grupos | 3        | 0     |

### Participaciones en Eurocopas
| Copa                | Sede                | Resultado  | Partidos | Goles |
| ------------------- | ------------------- | ---------- | -------- | ----- |
| Europeo sub-17 2016 | Azerbaiyán          | Campeón    | 6        | 0     |
| Europeo sub-19 2017 | Georgia             | Subcampeón | 4        | 0     |
| Europeo sub-19 2018 | Finlandia           | Campeón    | 2        | 0     |
| Europeo sub-21 2021 | Hungría · Eslovenia | Subcampeón | 6        | 1     |

## Clubes
| Club                           | País           | Año       |
| ------------------------------ | -------------- | --------- |
| F. C. Porto "B"                | Portugal       | 2017-2019 |
| F. C. Porto                    | Portugal       | 2019-2020 |
| Royal Excel Mouscron (cedido)  | Bélgica        | 2019-2020 |
| F. C. Famalicão                | Portugal       | 2020-2023 |
| Real Valladolid C. F. (cedido) | España         | 2021-2022 |
| F. C. Farul Constanța          | Rumania        | 2023-2024 |
| U. S. L. Dunkerque             | Francia        | 2024-2025 |
| Al-Jabalain Club               | Arabia Saudita | 2025-     |

## Palmarés

### Títulos internacionales
| Título                  | Club (*)           | Sede       | Año  |
| ----------------------- | ------------------ | ---------- | ---- |
| Europeo sub-17          | Portugal sub-17    | Azerbaiyán | 2016 |
| Europeo sub-19          | Portugal sub-19    | Finlandia  | 2018 |
| Liga Juvenil de la UEFA | F. C. Porto sub-19 | Nyon       | 2019 |

(*) Incluyendo la selección.

### Distinciones individuales
| Distinción                      | Año  |
| ------------------------------- | ---- |
| Equipo ideal del Europeo sub-19 | 2017 |